# Brenig
Brenig ist ein Stadtteil der Stadt Bornheim im Rheinland und liegt im Vorgebirge auf der Ostseite der Ville in unmittelbarer Nähe zum Kottenforst/Naturpark Rheinland.
Zwischen Köln und Bonn haben sich hier vor allem viele Pendler angesiedelt. Der Blick reicht über die Kölner Bucht bis hin zur Eifel im Westen und dem Bergischen Land im Nordosten. Zu Brenig gehört auch der Ortsteil Bisdorf an der Grenze zum Ortsteil Üllekoven (Stadtteil Waldorf).

## Geschichte
Im Jahr 941 wurde Brenig erstmals als Pfarrei urkundlich erwähnt. Der Kölner Erzbischof Wichfrid vermachte in dieser Urkunde die Kirche und den Zehnten an die Stiftsdamen vom St. Cäcilienstift in Köln. Im Jahr 954 überbrachte der Kölner Erzbischof Bruno I. die Reliquien des hl. Bischofs Evergislus aus Tongern an die Breniger Tochterkirche. In der Folge wurde dieser Heilige dann auch als Patron eingeführt. Bis zur Säkularisation, also fast 600 Jahre lang, war Brenig ein bedeutender Heilig-Blut-Wallfahrtsort.

## Sehenswürdigkeiten
|  | Stationenweg, laut Hinweistafel an der 1. Station in der Kalkstraße (Bornheim-Zentrum) 1,2 km lang, 14 Stationen, gebaut nach Plänen des Bonner Kreisbaumeisters Paul Richard Thomann um 1860 anlässlich der Pfarrerhebung Bornheims (1859), eingeweiht 1863. Die Grenze zwischen Brenig und Bornheim-Zentrum verläuft zwischen der 6. und 7. Station.                                                                          |
|  | Driftblock, der Quarzit-Stein an der Ecke Hohlenberg / Klippe misst ungefähr 4 × 2 × 1 m und wiegt 28 t. Vermutlich war er während der Mindelkaltzeit vor mehr als 300.000 Jahren bei Eisgängen des Rheins an den Fuß des Vorgebirges gedriftet. Er wurde bei Bauarbeiten im Stationenweg gefunden und 1995 an seine heutige Stelle gebracht (laut Hinweistafel).                                                               |
|  | Die römisch-katholische Pfarrkirche St. Evergislus („Dom des Vorgebirges“, Neogotik) am Ploon wurde 1895/96 an der Stelle einer Kirche aus dem 10. Jahrhundert nach Plänen der Architekten Gerhard Franz Langenberg und Hermann Ritzefeld errichtet. Zwei der drei Glocken stammen von dem wallonischen Glockengießer Martin Legros (1714–1789). Die Glocken besitzen eine Beier-Anlage.                                        |
|  | Wegekreuz am Treffpunkt dreier Straßen (Trivium: Vinkelgasse, Schornsberg und Breite Straße). Links über der Jahreszahl das Wappen der Familie Waldbott von Bassenheim. |
|  | Schornshof am Schornsberg, seine Anfänge reichen in das 15. Jahrhundert, zeitweise im Besitz des Kölner Kunibertstifts, nach der Säkularisation mehrere Besitzer, u. a. ein Gotfried Claren (laut Balkeninschrift: „Erichtet von Gotfried Claren Anno MDCCCXXXI“). |
|  | Wasserturm (von Osten), 1908/09 errichtet (151 m ü. NHN, höchster Punkt des zusammenhängend bebauten Gebietes), bis 1957 in Betrieb, seit 1986 denkmalgeschützt, in den 90er Jahren restauriert und umgebaut, heute Begegnungsstätte (laut Hinweistafel). |
|  | Römerhof, nahe der römischen Wasserleitung auf dem Plateau zwischen Vorgebirge und Heimerzheim, östlich Heimerzheimer Straße (L 182). Gründung durch den Freiherrn von Carnap (1852), Kauf und Erweiterung durch Philip von Kempis (Fertigstellung 1870). Landwirtschaftlich genutzt bis 1994, danach Umbau des Areals zu einer Golfanlage (18-Loch-Platz seit 2000, Geschäftsführung von Kempis). (siehe auch Haus Rankenberg) |
|  | Haus Rankenberg (Neobarock) am Rankenberg (L 182 nach Heimerzheim), Entwurf Hermann Ritzefeld, fertiggestellt 1898. Das Anwesen gehörte den Waldbott von Bassenheim und ab 1826 Johann Gerhard Freiherrn von Carnap. Es ist seit 1860 im Besitz derer von Kempis. (siehe auch Römerhof) |